# یواس‌اس رنجر (۱۸۱۴)
یواس‌اس رنجر (۱۸۱۴) (به انگلیسی: USS Ranger (1814)) یک کشتی بود. این کشتی در سال ۱۸۱۴ ساخته شد.